# 기억 (드라마)
《기억》은 2016년 3월 18일부터 2016년 5월 7일까지 방영된 tvN 금토 드라마이다.

## 줄거리
어느 날 갑자기 알츠하이머 진단을 받게 된 승률 최상위 파트너 변호사 박태석이 기억을 잃어가면서도 끝까지 지키고 싶은 것들을 지키기 위하여 고군분투 하는 이야기이다.

## 제작진

### 연출
- 박찬홍 : ( 영화 《서글픈 사랑의 시작》(각본&원작자), KBS1 청소년드라마 《신세대 보고 어른들은 몰라요》(공동연출), KBS2 일요 청소년드라마 《학교 2》(공동연출), KBS1 저녁 일일연속극 《해뜨고 달뜨고》(공동연출), KBS2 미니시리즈 《비단향꽃무》(연출), KBS2 주말연속극 《저 푸른 초원 위에》(연출), KBS2 HD 수목드라마 《부활》(연출), KBS2 HD 수목드라마 《마왕》(연출), JTBC 수목드라마 《발효가족》(공동연출), KBS2 월화드라마 《상어》(연출) 등 연출 )

- 박찬율 : ( KBS2 어린이 드라마 《이레자이온》(공동연출), KBS2 HD 수목드라마 《달자의 봄》(공동연출), KBS2 HD 수목드라마 《인순이는 예쁘다》(공동연출), KBS2 HD 수목드라마 《아빠 셋 엄마 하나》(공동연출), SBS 월화 미니시리즈 《커피하우스》(공동연출), E-channel 목요 미니시리즈 《빅히트》(연출), JTBC 수목드라마 《발효가족》(공동연출), 8부작 웹 드라마 《SNS 무한동력》(연출), tvN 월화 미니시리즈 《호구의 사랑》(공동연출), KBS2 금토드라마 《프로듀사》(공동연출), 7부작 웹 드라마 《9초, 영원의 시간》(연출) 등 연출 )

### 극본
- 김지우 : ( KBS1 저녁 일일연속극 《해뜨고 달뜨고》(집필), KBS2 미니시리즈 《비단향꽃무》(집필), KBS2 단막극 《드라마시티 - 나의 아름다운 친구》(집필), KBS2 단막극 《드라마시티 - 황금물고기》(집필), KBS2 단막극 《드라마시티 - 동창생》(집필), KBS2 단막극 《드라마시티 - 얼음도시》(집필), KBS2 단막극 《드라마시티 - 진진》(집필) 등 집필 )

## 등장 인물

### 주요 인물
- 이성민 : 박태석 역
- 김지수 : 서영주 역
- 박진희 : 나은선 역

### 박태석의 가족
- 반효정 : 김순희 역
- 장광 : 박철민 역
- 박준금 : 장미림 역
- 남다름 : 박정우 역
- 강지우 : 박연우 역

### 태선로펌
- 이준호 : 정진 역
- 윤소희 : 봉선화 역
- 전노민 : 이찬무 역
- 문숙 : 황태선 역
- 송삼동 : 김제훈 역
- 송선미 : 한정원 역

### 박태석의 주변인물
- 허정도 : 강유빈 역
- 여회현 : 이승호 역
- 최덕문 : 주재민 역
- 김민상 : 주상필 역
- 윤경호 : 김창수 역

### 한국그룹
- 이정길 : 신화식 역
- 이기우 : 신영진 역
- 박주형 : 차원석 역

### 그외 인물들
- 서인성 : 박동우 역
- 정영기 : 권명수 역 (아역 : 함성민)
- 송지인 : 윤선희 역
- 손영순
- 이광세
- 전진기 : 이사장 역
- 최민영 : 김명수 역
- 손성찬 : 김명수의 아버지 역
- 임강헌
- 한다경
- 정종열
- 황명환
- 심영천
- 김소연 : 김수지 역
- 한서진 : 권미주 역
- 박송권
- 김근배
- 이희진 : 도인경 역
- 신재하 : 강현욱 역
- 주석제
- 김재구
- 간미연 : 나혜민 역
- 김정욱
- 이근욱
- 윤기창
- 김평조
- 김현
- 김추월
- 장유상
- 동윤석
- 이원진 : 경찰 역
- 태원석
- 서왕석
- 송지호 : 천민규 역
- 이진희
- 윤지온 : 조연출 역

### 특별출연
- 강신일 : 김선호 역

## 시청률
최저 시청률과 최고 시청률은 시청률 조사회사와 지역별로 시청률에 차이가 있을 수 있습니다.
| 2016년      | 2016년      | 2016년     | 2016년      |
| 회차        | 방송일      | AGB 시청률 | TNmS 시청률 |
| ----------- | ----------- | ---------- | ----------- |
| 제1회       | 3월 18일    | 3.806%     | 3.2%        |
| 제2회       | 3월 19일    | 3.359%     | 3.2%        |
| 제3회       | 3월 25일    | 2.423%     | 3.6%        |
| 제4회       | 3월 26일    | 2.937%     | 2.4%        |
| 제5회       | 4월 1일     | 2.869%     | 2.6%        |
| 제6회       | 4월 2일     | 2.162%     | 1.7%        |
| 제7회       | 4월 8일     | 2.565%     | 2.7%        |
| 제8회       | 4월 9일     | 2.965%     | 1.9%        |
| 제9회       | 4월 15일    | 2.900%     | 2.4%        |
| 제10회      | 4월 16일    | 3.004%     | 2.7%        |
| 제11회      | 4월 22일    | 2.462%     | 2.2%        |
| 제12회      | 4월 23일    | 3.076%     | 1.9%        |
| 제13회      | 4월 29일    | 2.981%     | 2.4%        |
| 제14회      | 4월 30일    | 2.750%     | 1.7%        |
| 제15회      | 5월 6일     | 2.881%     | 2.4%        |
| 제16회      | 5월 7일     | 3.619%     | 2.4%        |
| 평균 시청률 | 평균 시청률 | 2.922%     | 2.5%        |

## 동시간대 드라마
JTBC 금토드라마
- 《욱씨남정기》 : (2016년 3월 18일 ~ 2016년 5월 7일)